# Махль, Рихард Томасович
Рихард Томасович Махль (эст. Richard Mahl, 28 августа 1898 года — 26 июня 1964 года) — советский хозяйственный, государственный и политический деятель, член-корреспондент Академии наук Эстонской ССР (1954).

## Биография
Родился в 1898 году на острове Эзель. Член ВКП(б) с 1919 года.
Окончил Ленинградский политехнический институт (1923—1928).
С 1919 года — на хозяйственной, общественной и политической работе:
- председатель Череповецкой губернской ЧК,
- в органах ВЧК-ГПУ в Красноярске, Ново-Николаевске, Пятигорске,
- 1928—1930 начальник цеха завода «Пролетарий»,
- 1930—1940 начальник лаборатории Научно-исследовательского института дорожного строительства, Научно-технического керамического института,
- 1942—1944 главный инженер Алтайского краевого управления строительных материалов,
- 1944—1948 директор Научно-исследовательского проектного института Министерства сланцехимической промышленности Эстонской ССР,
- 1948—1951 директор Таллинского политехнического института,
- 1951—1954 заместитель председателя СМ Эстонской ССР,
- и. о. академика-секретаря Отделения технических и физико-математических наук Академии наук Эстонской ССР.

Кандидат технических наук (1937).
Избирался депутатом Верховного Совета СССР 3-го созыва. Награждён орденом Трудового Красного Знамени, медалью «За доблестный труд в Великой Отечественной войне 1941—1945 гг.» и двумя Почётными грамотами Президиума Верховного Совета Эстонской ССР.
Умер в Таллине 26 июня 1964 года после продолжительной и тяжелой болезни.